# Olympische Sommerspiele 2012/Schwimmen – 200 m Freistil (Frauen)
Der Wettbewerb über 200 Meter Freistil der Frauen bei den Olympischen Spielen 2012 in London wurde am 30. und 31. Juli 2012 im London Aquatics Centre ausgetragen. 37 Athletinnen nahmen daran teil. 
Es fanden fünf Vorläufe statt. Die 16 schnellsten Schwimmerinnen aller Vorläufe qualifizierten sich für die zwei Halbfinals, die am gleichen Tag ausgetragen wurden. Für das Finale qualifizierten sich die acht zeitschnellsten Schwimmerinnen beider Halbfinals.
Abkürzungen: WR = Weltrekord, OR = olympischer Rekord, NR = nationaler Rekord, PB = persönliche Bestleistung, JWB = Jahresweltbestzeit

## Bestehende Rekorde
| Weltrekord         | Federica Pellegrini ( Italien) | 1:52,98 min | Rom, Italien                | 29. Juli 2009   |
| Olympischer Rekord | Federica Pellegrini ( Italien) | 1:54,82 min | Peking, Volksrepublik China | 13. August 2008 |

## Titelträger
| Olympiasieger     | Federica Pellegrini ( Italien) | 1:54,82 min | Peking 2008   |
| Weltmeister       | Federica Pellegrini ( Italien) | 1:55,58 min | Shanghai 2011 |
| Europameister     | Federica Pellegrini ( Italien) | 1:56,76 min | Debrecen 2012 |
| Deutscher Meister | Silke Lippok                   | 1:57,93 min | Berlin 2012   |

## Vorlauf

### Vorlauf 1
30. Juli 2012
| Platz | Name                 | Nation     | Zeit        | Anmerkung |
| ----- | -------------------- | ---------- | ----------- | --------- |
| 1     | Natthanan Junkrajang | Thailand   | 2:02,49 min |           |
| 2     | Danielle Villars     | Schweiz    | 2:03,55 min |           |
| 3     | Baek Il-joo          | Südkorea   | 2:04,32 min |           |
| 4     | Heather Arseth       | Mauritius  | 2:07,81 min |           |
| 5     | Aurelie Franchette   | Seychellen | 2:23,49 min |           |

### Vorlauf 2
30. Juli 2012
| Platz | Name                | Nation     | Zeit        | Anmerkung |
| ----- | ------------------- | ---------- | ----------- | --------- |
| 1     | Pernille Blume      | Dänemark   | 2:00,91 min |           |
| 2     | Camelia Potec       | Rumänien   | 2:01,15 min |           |
| 3     | Liliana Ibáñez      | Mexiko     | 2:01,36 min |           |
| 4     | Anna Stylianou      | Zypern     | 2:01,87 min |           |
| 5     | Katarína Filová     | Slowakei   | 2:02,03 min |           |
| 6     | Jördis Steinegger   | Österreich | 2:02,39 min |           |
| 7     | Hanna-Maria Seppälä | Finnland   | 2:04,21 min |           |

Gráinne Murphy aus Irland trat zum Start nicht an.

### Vorlauf 3
30. Juli 2012
| Platz | Name                     | Nation             | Zeit        | Anmerkung |
| ----- | ------------------------ | ------------------ | ----------- | --------- |
| 1     | Federica Pellegrini      | Italien            | 1:57,16 min |           |
| 2     | Missy Franklin           | Vereinigte Staaten | 1:57,62 min |           |
| 3     | Weronika Popowa          | Russland           | 1:57,79 min |           |
| 4     | Barbara Jardin           | Kanada             | 1:57,92 min |           |
| 5     | Samantha Cheverton       | Kanada             | 1:58,11 min |           |
| 6     | Rebecca Turner           | Großbritannien     | 1:58,98 min |           |
| 7     | Ophélie-Cyrielle Étienne | Frankreich         | 1:59,15 min |           |
| 8     | Sze Hang Yu              | Hongkong           | 1:59,92 min |           |

### Vorlauf 4
30. Juli 2012
| Platz | Name               | Nation         | Zeit        | Anmerkung |
| ----- | ------------------ | -------------- | ----------- | --------- |
| 1     | Caitlin McClatchey | Großbritannien | 1:58,03 min |           |
| 2     | Bronte Barratt     | Australien     | 1:58,12 min |           |
| 3     | Camille Muffat     | Frankreich     | 1:58,49 min |           |
| 4     | Wang Shijia        | China          | 1:58,73 min |           |
| 5     | Hanae Itō          | Japan          | 1:58,93 min |           |
| 6     | Nina Rangelowa     | Bulgarien      | 1:59,21 min | NR        |
| 7     | Song Wenyan        | China          | 1:59,47 min |           |

Die Niederländerin Femke Heemskerk trat zum Start nicht an.

### Vorlauf 5
30. Juli 2012
| Platz | Name            | Nation             | Zeit        | Anmerkung |
| ----- | --------------- | ------------------ | ----------- | --------- |
| 1     | Allison Schmitt | Vereinigte Staaten | 1:57,33 min |           |
| 2     | Melanie Costa   | Spanien            | 1:57,79 min |           |
| 3     | Sarah Sjöström  | Schweden           | 1:58,03 min |           |
| 4     | Kylie Palmer    | Australien         | 1:58,16 min |           |
| 5     | Silke Lippok    | Deutschland        | 1:58,59 min |           |
| 6     | Sara Isakovič   | Slowenien          | 1;58,96 min |           |
| 7     | Karin Prinsloo  | Südafrika          | 1:59,24 min |           |
| 8     | Ágnes Mutina    | Ungarn             | 1:59,56 min |           |

## Halbfinale

### Lauf 1
30. Juli 2012
| Platz | Name            | Nation             | Zeit        | Anmerkung |
| ----- | --------------- | ------------------ | ----------- | --------- |
| 1     | Bronte Barratt  | Australien         | 1:56,08 min |           |
| 2     | Allison Schmitt | Vereinigte Staaten | 1:56,15 min |           |
| 3     | Camille Muffat  | Frankreich         | 1:56,18 min |           |
| 4     | Weronika Popowa | Russland           | 1:56,84 min | NR        |
| 5     | Barbara Jardin  | Kanada             | 1:57,91 min |           |
| 6     | Sarah Sjöström  | Schweden           | 1:58,12 min |           |
| 7     | Sara Isakovič   | Slowenien          | 1:58,47 min |           |
| 8     | Wang Shijia     | China              | 1:58,63 min |           |

### Lauf 2
30. Juli 2012
| Platz | Name                | Nation             | Zeit        | Anmerkung |
| ----- | ------------------- | ------------------ | ----------- | --------- |
| 1     | Federica Pellegrini | Italien            | 1:56,67 min |           |
| 2     | Caitlin McClatchey  | Großbritannien     | 1:57,33 min |           |
| 3     | Kylie Palmer        | Australien         | 1:57,44 min |           |
| 4     | Missy Franklin      | Vereinigte Staaten | 1:57,57 min |           |
| 4     | Melanie Costa       | Spanien            | 1:57,76 min |           |
| 6     | Samantha Cheverton  | Kanada             | 1:57,98 min |           |
| 7     | Silke Lippok        | Deutschland        | 1:58,24 min |           |
| 8     | Hanae Itō           | Japan              | 1:59,62 min |           |

## Finale
31. Juli 2012, 19:41 Uhr MEZ
| Platz | Name                | Nation             | Zeit        | Anmerkung |
| ----- | ------------------- | ------------------ | ----------- | --------- |
| 1     | Allison Schmitt     | Vereinigte Staaten | 1:53,61 min | OR, NR    |
| 2     | Camille Muffat      | Frankreich         | 1:55,58 min |           |
| 3     | Bronte Barratt      | Australien         | 1:55,81 min |           |
| 4     | Missy Franklin      | Vereinigte Staaten | 1:55,82 min |           |
| 5     | Federica Pellegrini | Italien            | 1:56,73 min |           |
| 6     | Weronika Popowa     | Russland           | 1:57,25 min |           |
| 7     | Caitlin McClatchey  | Großbritannien     | 1:57,60 min |           |
| 8     | Kylie Palmer        | Australien         | 1:57,68 min |           |